# 世紀末ウィーン年表
世紀末ウィーン年表では、世紀末ウィーンに関連する年表を記す。人名の次の（　）はウィーン以外の生地、没地をさす。

## 年表

### 19世紀
| 年     | で き ご と |
| ------ | --- |
| 1867年 | アウスグライヒ、オーストリア＝ハンガリー二重帝国成立。宗教と信仰の自由が憲法に記される。ユダヤ人に対する居住制限の完全撤廃。官僚を排したブルジョワ内閣（フリードリヒ・フェルディナント・フォン・ボイスト内閣）の成立。 |
| 1868年 | コロマン・モーザー、生まれる。アントン・ブルックナー、ウィーンに移住。オーストリア芸術産業博物館付属工芸美術学校開設。 |
| 1869年 | リングシュトラーセに宮廷歌劇場が完成、モーツァルト『ドン・ジョヴァンニ』でこけら落とし。画家ハンス・マカルト、イタリアで描いた『フィレンツェのペスト』（1868年）が皇帝フランツ・ヨーゼフ1世の目にとまり、ウィーンに招聘される。 |
| 1870年 | アドルフ・ロース（ブルノ）、ヨーゼフ・ホフマン（ブルトニツェ）、アルフレッド・アドラー、フランツ・レハール（コマーロム）生まれる。 |
| 1871年 | ゴットフリート・ゼンパー、ウィーン大学教授となる。普仏戦争終結、ドイツ帝国成立。 |
| 1872年 | ニーチェ『悲劇の誕生』刊行。ベルリンで独澳露の三帝会談。 |
| 1873年 | ウィーン万国博覧会、プラーターで開催（日本、このときより万博に本格的に参加）。万博開幕9日目の5月9日にウィーン証券取引所の株価暴落に端を発する大恐慌がおこり、多くの破産者が出る。ヨハン・シュトラウス2世、自作のワルツ『ウィーン気質』初演指揮。ジークムント・フロイト、ウィーン大学へ入学。 |
| 1874年 | フーゴー・フォン・ホフマンスタール生まれる。ヨハン・シュトラウス2世のオペレッタ『こうもり』初演（アン・デア・ウィーン劇場）。カール・クラウス（イチーン）、アルノルト・シェーンベルク生まれる。 |
| 1875年 | フリッツ・クライスラー、レオポルド・アンドリアン、エミーリエ・フレーゲ、ライナー・マリーア・リルケ（プラハ）生まれる。マーラー、ウィーン楽友協会音楽院に入学 |
| 1876年 | ヨハネス・ブラームス『交響曲第1番』発表。ホテル・ザッハー開業、チョコレートケーキ「ザッハートルテ」名物となる。 |
| 1877年 | アルフレート・クービン生まれる（リトムニェジツェ）。ウィーン宮廷歌劇場で最初の舞踏会を開催。 |
| 1878年 | ハンス・マカルト『カール5世のアントウェルペン入場』制作（キュンストラーハウスに展示）。ベルリン会議でオーストリア＝ハンガリー帝国のボスニア・ヘルツェゴビナの行政権が承認される。フランツ・シュレーカー生まれる。自由派のウィーン市長カエタン・フォン・フェルダーが辞任。 |
| 1879年 | ハンス・マカルト、皇帝フランツ・ヨーゼフ1世夫妻の成婚25周年祝賀行列の総監督となる。グスタフ・クリムトは弟エルンスト、フランツ・マッチュとともにこの記念式典の装飾に参加。独澳同盟。 |
| 1880年 | ヴァイニンガー、ロベルト・ムージル（クラーゲンフルト）生まれる。ウィーン大学医学部外科教授テオドール・ビルロート、胃癌切除手術にはじめて成功。 |
| 1881年 | シュテファン・ツヴァイク生まれる。ゲオルク・フォン・シェーネラー、民族主義結社「ドイツ人民党連合」を結成。翌年にかけてロシアでユダヤ人迫害（ポグロム）、難民の西方移住おこる。独澳露三帝協商の成立。 |
| 1882年 | フリッツ・クライスラー、史上最年少でウィーン市立音楽院に入学。独澳伊三国同盟成立。リンツ綱領。 |
| 1883年 | フランツ・カフカ（プラハ）、アントン・ヴェーベルン生まれる。ブルックナー『交響曲第7番』発表。国会議事堂（ハンセン設計）完成。 |
| 1884年 | リングシュトラーセにウィーン大学（フェルステン設計）落成。マカルト没。 |
| 1885年 | アルバン・ベルク生まれる。ヨハン・シュトラウス2世のオペレッタ『ジプシー男爵』初演（アン・デア・ウィーン劇場）。ルートヴィヒ・ヘヴェシー、ブダペストからウィーンに移る。 |
| 1886年 | エルンスト・マッハ『感覚の分析』刊行。ココシュカ（ペヒラルン）生まれる。フロイト、ウィーンで臨床医として活動開始。 |
| 1887年 | ゲオルク・トラークル（ザルツブルク）生まれる。ヨーゼフ・ホフマン、ブルノの国立工芸学校建築科に入学（アドルフ・ロース在学中）。第1回全オーストリア・カトリック会議を承けて、キリスト教社会同盟創立。シェーネラー、ユダヤ人移住制限法案をウィーン市議会に提出、ルエーガーこれを支持。 |
| 1888年 | リンクシュトラーセに新しいブルク劇場落成、「階段の間」の天井画をクリムトが制作。アルトゥル・シュニッツラー、連作劇『アナトール』発表（初演は93年、バート・イシュル市立劇場）。マーラー、『交響曲第1番』作曲。シェーネラー、ユダヤ人モーリッツ・セプス編集の「新ウィーン新聞」を襲撃。統一キリスト者党結成 |
| 1889年 | ルドルフ皇太子、マイヤーリングで情死。アドルフ・ヒトラー（ブラウナウ）、ルートヴィヒ・ウィトゲンシュタイン生まれる。オーストリア社会民主党結成。シェーネラーの妹アレクサンドリーネ、アン・デア・ウィーン劇場を買収。 |
| 1890年 | ウィーンの人口130万人。労働者がプラーターをデモ行進（第1回メーデー）。エゴン・シーレ（トゥルン）生まれる。ヘルマン・バールら『現代文学』を創刊。ドイツでオットー・フォン・ビスマルク辞任。 |
| 1891年 | ホフマンスタール、"テオフィール・モレン"の筆名で韻文劇『昨日』を発表。美術史美術館が一般公開。ヘルマン・バール『自然主義の克服』刊行。シュニッツラー、ホフマンスタール、リヒャルト・ベーア＝ホフマンらがカフェ・グリーンシュタイドルを根城にオーストリア文学の自立と刷新を主張（「若きウィーン」派）。 |
| 1892年 | シュニッツラー『みれん（原題は『死』）』執筆（95刊）。マックス・ノルダウ『頽廃論』刊行。ヘルマン・バール、ベルリンからウィーンに移る。 |
| 1893年 | ホフマンスタール『痴人と死』発表（99刊）。アドルフ・ロース渡米。ルエーガー、キリスト教社会党を結成。ミュンヘン分離派の結成。クリムト、アカデミーの教授に推薦されるが、皇帝はポワヒルスキーを指名。ヘルマン・バール『反ユダヤ主義』刊行。 |
| 1894年 | シュニッツラー『恋愛三昧』発表（翌年、ブルク劇場で初演）。ヨーゼフ・ロート（ブロディ近郊）生まれる。オットー・ワーグナー、市営鉄道の駅舎を設計（-97）。パリでドレフュス事件。 |
| 1895年 | ホフマンスタール『第六七二夜のメルヘン』執筆。エルンスト・マッハ、プラハ大学からウィーン大学へ移る。ウィーン市議会選挙で自由派が破れ、キリスト教社会党が圧勝。 |
| 1896年 | シュニッツラー『輪舞』私家版、テオドール・ヘルツル『ユダヤ人国家』、ペーター・アルテンベルク『私の見るままに』、オットー・ワーグナー『近代建築』刊行。オーストリア初の映画上映（リュミエール兄弟の作品）。 |
| 1897年 | 「ウィーン分離派」の創設（初代会長クリムト）。マーラー、ウィーン宮廷歌劇場の音楽監督に着任。クラウス『取り壊された文学』刊行。カール・ルエーガー、ウィーン市長に就任。プラーターに大観覧車設置。ブラームス没。カフェ・グリーンシュタイドルが閉店、文人たちはカフェ・ツェントラールに移る。バーゼルで第1回シオニスト会議。バデニーの新言語令、チェコ人とドイツ人の対立激化。 |
| 1898年 | ウィーン分離派の機関誌『ヴェール・サクルム（聖なる春）』創刊（-1903）、第1回分離派展開催。皇妃エリーザベト、ジュネーヴで暗殺される。オルブリッヒ設計の「セセッション館（分離派会館）」完成。マーラー、ウィーン・フィルハーモニー管弦楽団の指揮者に迎えられ、ウィーン楽友協会で最初の指揮。ウィーン・フォルクスオーパー開場。シェーネラー「ローマと手を切ろう」運動を始める。ベルリン分離派の創設。                                                                                   |
| 1899年 | クラウス『ファッケル』創刊（-1936）。シェーンベルク、弦楽六重奏曲『浄められた夜』作曲。マーラー『嘆きの歌』出版。ヨハン・シュトラウス2世没、死後オペレッタ『ウィーン気質』初演（カール劇場）。オットー・ワーグナー「カールスプラッツ駅」、アドルフ・ロース「カフェ・ムゼウム」完成。ハイエク、生まれる。 |
| 1900年 | ジークムント・フロイト『夢判断』刊行。クリムトのウィーン大学講堂の天井画が物議をかもす。ルドルフ・ロタールの仮面劇『道化王』がウィーンで大当り。ブルク劇場のカタリーナ・シュラットが引退。オーストリアにケルバー内閣成立。蔵相に経済学者ベーム＝バヴェルク、文化相にヴィルヘルム・フォン・ハルテルを起用したものの官僚主導政治に逆行。1865年発表のグレゴール・メンデルの論文が脚光を浴び、総称して「メンデルの法則」と呼称される。リヒャルト・ベーア＝ホフマン『ゲオルクの死』発表。 |

### 20世紀
| 年     | で き ご と |
| ------ | --- |
| 1901年 | 第9回分離派展に出品されたジョルジュ・ミンヌの彫刻に、エゴン・シーレとココシュカが感化を受ける。クリムト、分離派展に『医学』を出品。アカデミーはクリムトをエドゥアルト・フォン・リヒテンフェルスの後任教授として推挙したが、文化省は就任を阻止する。ゲルハルト・フランクル、生まれる。 |
| 1902年 | ウィーンに最初の市電。ホフマンスタール『チャンドス卿の手紙』発表。クリムト、第14回分離派展に『ベートーヴェン・フリーズ』制作。日本の川上音二郎一座がウィーン公演、クリムトは川上貞奴に感激したという。マーラー、アルマと結婚。日本で木版を学んだエミール・オルリック、ウィーンに居住。 |
| 1903年 | マーラー演出・指揮、アルフレート・ロラー舞台芸術による『トリスタンとイゾルデ』、ウィーン宮廷歌劇場で上演。ヴァイニンガー『性と性格』刊行、4ヶ月後にピストル自殺。ホフマン、コロマン・モーザーら「ウィーン工房」設立。フーゴー・ヴォルフ没。ウィーンで最初の常設映画館。 |
| 1904年 | 分離派第19回展にフェルディナント・ホドラー31点、エドヴァルド・ムンク20点を展示。ホドラーには専用の部屋が2室あてられ、モーザーが室内構成を担当した。テオドール・ヘルツル没。 |
| 1905年 | ウィーンの人口、187万人に達する。フランツ・レハールのオペレッタ『メリー・ウィドウ』初演（アン・デア・ウィーン劇場）、空前の大あたりとなる。クリムト、ホフマンら「ウィーン分離派」を脱退。エミーリエ・フレーゲのモードサロン開店。フロイト『性理論』刊行。ヒトラー、リンツの高等実科学校を退学。ココシュカ、工芸美術学校に入学 |
| 1906年 | ムージル『将校生徒テルレスの惑い』刊行。オットー・ワーグナー「郵便貯金局」完成。ヨーゼフ・ホフマン、カール・ウィトゲンシュタインの狩猟小屋を設計。ルートヴィッヒ・ボルツマン（ドゥイノ）自殺。 |
| 1907年 | マーラー、ウィーン宮廷歌劇場を去る。カバレット（文学キャバレー）「フレーダーマウス（こうもり）」開場、アルフレート・ポルガーとエゴン・フリーデルが共同管理者。オットー・ワーグナー「アム・シュタインホーフ教会」完成。アドルフ・ロース『装飾と犯罪』刊行。オーストリアで男子普通選挙実施。ヒトラー、アカデミー受験失敗、リンツに戻る。 |
| 1908年 | フランツ・ヨーゼフ1世統治60周年記念式典挙行。クラウス『モラルと犯罪』刊行。ココシュカ、詩画集『夢見る少年たち』をウィーン工房より刊行、クリムトに献呈。シェーンベルク、この頃から「無調性」音楽へ向かう。ポルガーとフリーデルが戯曲『ゲーテ』を共同制作。マーラー『大地の歌』完成。アルフレート、クービン、シュルレアリスム絵画の先駆的作品『蛇遣い』制作。フロイト、ウィーン精神分析学会を創設。オーストリア、ボスニア・ヘルツェゴビナ併合。 |
| 1909年 | クンストシャウ（国際美術展）開催。アルフレート・クービン、幻想小説『対極』発表。この年のウィーン大学の学生の4分の1はユダヤ人で、とくに法学部、医学部は圧倒的多数を占めたという。 |
| 1910年 | 美術批評家ルートヴィヒ・ヘヴェシー、自宅でピストル自殺。ウィーンの人口はこの年210万人。カール・ルエーガー没。マーラー、フロイトの診断を受ける。 |
| 1911年 | ホフマンスタールとリヒャルト・シュトラウスの『薔薇の騎士』上演（ウィーン宮廷歌劇場、初演は同年ドレスデン）。マーラー没。シェーンベルク『和声学』出版。アドルフ・ロース、ミヒャエル広場に『ロースハウス』を完成、物議をかもす。クラウス『ファッケル』個人誌となる。クリムト『死と生』ローマ国際美術展で金賞受賞。 |
| 1912年 | シェーンベルク『月に憑かれたピエロ』、アルバン・ベルク『アルテンベルク歌曲集』作曲。フランツ・シュレーカー、歌劇『はるかなる響き』上演、同年、ウィーン音楽アカデミー教授に任命される。ヨーゼフ・シュンペーター『経済発展の理論』発表。 |
| 1913年 | シェーンベルク『グレの歌』初演（楽友協会大ホール）。フロイト『トーテムとタブー』刊行。ベーゼンドルファー・ホールで最後の演奏会。ギュータースロー、表現主義的小説『踊る愚者』発表。社会民主党のフランツ・シューマイヤー暗殺される。 |
| 1914年 | 皇位継承者フランツ・フェルディナント大公夫妻、サラエヴォで暗殺される。第一次世界大戦勃発。トラークル、ガリツィア戦線でコカイン中毒死。アントン・クー没。ココシュカ『風の花嫁』制作。 |
| 1915年 | クラウス『人類最期の日々』発表（-19、22刊）。イタリア、オーストリアに宣戦布告。 |
| 1916年 | カフカ『変身』刊行。フランツ・ヨーゼフ1世没。カール1世即位。検閲体制の強化。ウィーンで食糧不足深刻化。フロイト『精神分析学入門』刊行（ - 1917年）。エルンスト・マッハ（ミュンヘン郊外）没。 |
| 1917年 | ココシュカ、負傷を治療したドレスデンに定住。新皇帝カールがフランスのジョルジュ・クレマンソーに密書を送り、問題となる。ロシア革命。アメリカ、オーストリアに宣戦布告。 |
| 1918年 | クリムト、オットー・ワーグナー、コロマン・モーザー、エゴン・シーレ没。ココシュカ、ウィーンを去りベルリンへ。リヒャルト・シュトラウス『サロメ』宮廷歌劇場（国立歌劇場と改称）で初演、以後総監督（ - 1924年）。カール1世国外退去、ハプスブルク帝国崩壊。スペイン風邪流行。クルト・ワルトハイム生まれる。 |
| 1919年 | オーストリア共和国（第一共和国）成立。シュンペーター蔵相となるが同年辞職。連合国とサン＝ジェルマン条約を締結。ペーター・アルテンベルク没。ヴィルヘルム・フルトヴェングラー、ウィーン・フィルハーモニー管弦楽団に招聘される。男女平等の普通選挙、社会民主党が多数党となる。 |
| 1920年 | シェーンベルク『5つのピアノ曲』（ - 1923年）で十二音技法に到達。この年からザルツブルク音楽祭はじまる。ホフマンスタール台本、リヒャルト・シュトラウス作曲の『イェーダーマン』上演。フランツ・ブライ、『現代文学動物大百科』を刊行。オットー・バウアー率いる社会民主党、連立政権から離脱。ミュンヘンでドイツ労働者党が国家社会主義ドイツ労働者党（ナチス）と改称、ヒトラーが党首となり、新綱領を発表。 |
| 1921年 | シェーネラー、カール・メンガー没。ウィゲンシュタイン、「物理学年鑑」に『論理哲学論』を発表。オーストリア共和国、チェコスロヴァキアとラナ条約調印。マティアス・エルツベルガー（ドイツ代表としてヴェルサイユ休戦条約に調印したユダヤ人将校）暗殺される。 |
| 1922年 | ウィトゲンシュタイン『論理哲学論考』刊行。アルバン・ベルク『ヴォツェック』完成（初演は25年ベルリン、ウィーン上演は30年）。ウィーン工房、ニューヨーク支店をひらく。クローネにかえて新通貨シリングを発行。首相イグナーツ・ザイペル、国際連盟に借款を申し入れる。 |
| 1923年 | マックス・ノルダウ没。リヒャルト・クーデンホーフ＝カレルギー、『汎ヨーロッパ主義』刊行。 |
| 1924年 | カフカ、ウィーン郊外のサナトリウムで没。クルト・ゲーデル、ウィーン大学に入学。 |
| 1925年 | ヒトラー『わが闘争』（上）刊行。ホフマンスタール『塔』刊行。 |
| 1926年 | ヒトラー『わが闘争』（下）刊行。アインシュタインがフロイトを訪問。第1回パン・ヨーロッパ会議。ウィトゲンシュタイン『国民学校用辞典』刊行。 |
| 1927年 | グスタフ・ウチツキー監督の映画『カフェ・エレクトリック』封切。シュテファン・ツヴァイク『人類の星の時間』発表。エゴン・フリーデル『近代文化史』第1巻刊行。カトリック派とオーストリア社会民主党の対立激化、7月にウィーンでゼネストと暴動、市街戦となり、死傷者が出る。 |
| 1928年 | イタリアでムッソリーニの独裁体制が完成。 |
| 1929年 | ホフマンスタール没。アルマ・マーラー、フランツ・ヴェルフェルと結婚。ニューヨークで株式大暴落。オーストリア共和国憲法改正。 |
| 1930年 | ロベルト・ムージル『特性のない男』第1巻刊行（-43）。 |
| 1931年 | ウィーンの大銀行クレディート・アンシュタルト倒産。シュニッツラー没。クルト・ゲーデル『不完全性定理』発表。ベルリン、ウィーン両政府が関税同盟を結成。 |
| 1932年 | ウィーン工房、経済的にゆきづまって解散。ニコラウス・レーナウ『葦の歌』発表。シュンペーター、ハーバード大学教授となる。 - アルフレッド・アドラー、アメリカへ移住。 |
| 1933年 | アドルフ・ロース没。ドイツでヒトラー政権誕生。オーストリア首相エンゲルベルト・ドルフース（キリスト教社会党）は議会制を廃止して独裁制を宣言、ナチスを禁止。クラウス、『第三のワルプルギスの夜』発表。 - ツヴァイク、イギリスへ亡命。 - ヨーゼフ・ロート、フランスへ亡命。 - シェーンベルク、アメリカへ亡命。 - ポルガー、ウィーンからプラハへ移る。 |
| 1934年 | ウィーン労働者居住地区で流血騒動発生。ナチス党員の蜂起を弾圧。ナチス党員、ドルフース首相を暗殺。ヘルマン・バール（ミュンヘン）、フランツ・シュレーカー（ベルリン）没。 |
| 1935年 | ドイツでユダヤ人の市民権を剥奪するニュルンベルク法制走。ヨーゼフ・ワインヘーバー『ウィーン、言葉のままに』発表。 |
| 1936年 | クラウス『ファッケル』を廃刊、同年没。ドイツ・オーストリア協定、ナチス党員弾圧中止の誓約。 - ヨーゼフ・ホフマン、ウィーンの工芸美術学校を退く。 - ハンス・ベーラー、ニューヨークに移住。 |
| 1937年 | ミュンヘンでナチスによる『退廃芸術展』が開催される。アルフレッド・アドラー（アバディーン）没。 - カール・ポパー、ニュージーランドに移住。 |
| 1938年 | ヒトラー・シュシュニク会談。ナチス・ドイツのオーストリア併合（アンシュルス）。アドルフ・アイヒマン、ウィーンにユダヤ人移住のための中央管理局をもうけ、ユダヤ人を国外に追放する。 - ギュータースロー、工芸美術学校をナチスによって解雇される。 - ヴェーベルン、活動禁止となる。 - エゴン・フリーデル、投身自殺。 - フランツ・ヴェルフェル、アルマ・マーラー、オットー・バウアー、フランスへ亡命。 - フロイト、ゲルハルト・フランクル、ココシュカ、ロンドンに亡命。 - ムージル、スイスに亡命。 - ヴィルヘルム・テニー、ニューヨークに定住。 - エーリヒ・ヴォルフガング・コルンゴルト、リヒャルト・ベーア＝ホフマン、マックス・ラインハルト、フランツ・ブライ、ヘルマン・ブロッホ、アメリカに亡命。 - フリッツ・クライスラー、フランス国籍取得。 - ハイエク、イギリス国籍取得。 - ジャン・アメリー、ベルギーに亡命。 - エゴン・ヴェレス、イギリスへ亡命。 |
| 1939年 | 分離派と「キュンストラーハウス」再び合体。フロイト（ロンドン）没。ドイツ、ボヘミアとモラヴィアを保護領とする。第二次世界大戦勃発。 - エリアス・カネッティ、イギリスに亡命。 - マックス・ブロート、パレスチナに移住。 |